# Dan Hodgson
Daniel W. „Dan“ Hodgson (* 29. August 1965 in Fort Vermillion, Alberta) ist ein ehemaliger schweizerisch-kanadischer Eishockeyspieler, der von 1985 bis 2004 für die Toronto Maple Leafs und Vancouver Canucks in der National Hockey League, den EC Hedos München in der Eishockey-Bundesliga sowie für verschiedene Vereine in der Schweiz spielte.

## Karriere
Mit 15 Jahren stand er bei den Cowichan Valley Capitals in einem Team mit Geoff Courtnall, Dave O’Brien und Rick Nasheim. Als Junior spielte er für die Prince Albert Raiders in der Western Hockey League. Nach einer starken Saison wählten ihn die Toronto Maple Leafs beim NHL Entry Draft 1983 in der fünften Runde als 83 aus. Es folgten zwei herausragende Jahre in der WHL, bei denen er jeweils über 180 Punkte erzielte. Besonders 1985, als er mit seinem Team den Memorial Cup gewinnen konnte, wurde er vielfach ausgezeichnet. Er war bester Spieler bei der Endrunde um den Memorial Cup, folgte aber auch Mario Lemieux als CHL Player of the Year.
Nach einem ordentlichen Start in die NHL in der Saison 1985/86 mit 25 Punkten in 40 Spielen wurde er ins AHL-Farmteam zu den St. Catharines Saints geschickt. Im folgenden Jahr gab man ihn an die Vancouver Canucks ab. Auch hier schaffte er den Durchbruch nicht und spielte immer wieder in der AHL bei den Fredericton Express und in der IHL für die Milwaukee Admirals.
1989 entschied er sich zu einem Wechsel nach Europa. Er spielte zwei Spiele in Österreich beim EHC Lustenau, den größten Teil der Saison verbrachte er aber in der Schweiz bei Fribourg-Gottéron. Für die Saison 1990/91 holte ihn der EC Hedos München nach Deutschland. Verletzungen behinderten ihn in seinem ersten Jahr, in der folgenden Saison war er zwar bester Scorer der Münchner, konnte aber die großen Erwartungen nicht erfüllen. Hier traf er mit Ken Berry auf einen Spieler, mit dem er schon in Vancouver gespielt hatte.
Er wechselte in die Schweizer Nationalliga B. Ab der Saison 1994/95 spielte er beim HC Davos wieder erstklassig. Dank der Heirat mit einer Schweizerin hatte er die Schweizer Staatsbürgerschaft erhalten und belastete das Ausländerkontingent nicht mehr. Nach vier Jahren in Davos wechselte er zur Saison 1998/99 zu den ZSC Lions. Er war in diesen Jahren einer der Topspieler der Schweizer Liga. Nach einem Jahr beim EHC Basel kehrte er 2004 zu Fribourg-Gottéron zurück, um dort 2005 seine aktive Karriere zu beenden.

## Sportliche Erfolge
- Memorial Cup: 1985
- Goldmedaille bei der Junioren-Weltmeisterschaft: 1985
- Schweizer Meister mit den ZSC Lions: 2000 und 2001

### Persönliche Auszeichnungen
- Stewart „Butch“ Paul Memorial Trophy: 1983
- WHL East First All-Star Team: 1985
- CHL Player of the Year: 1985
- Memorial Cup Tournament All-Star Team: 1985
- Stafford Smythe Memorial Trophy: 1985